# Dalton Maag
Dalton Maag est une fonderie typographique basée à Londres au Royaume-Uni et à Porto Alegre au Brésil. Ses polices de caractères sont principalement créées pour l’identité graphique ou les logos de compagnies. Dalton Maag offre une vingtaine de polices en vente en ligne, et des services de création ou de modification de polices à ses clients. Elle a notamment conçu des polices pour Vodafone, Canonical, Nokia et les Jeux olympiques d’été de 2016,. 